# Additives Modell
In der Statistik ist ein additives Modell (AM) ein nichtparametrisches Regressionsmodell. Es wurde durch Jerome H. Friedman und Werner Stuetzle (1981) vorgeschlagen. Das additive Modell verwendet einen eindimensionalen Glätter, um eine eingeschränkte Klasse von nichtparametrischen Regressionsmodellen zu bilden. Daher ist das Modell weniger durch den Fluch der Dimensionalität betroffen als beispielsweise ein p-dimensionaler Glätter. Das AM ist flexibler als gewöhnliche lineare Regressionsmodelle. Probleme, die beim additiven Modell auftreten können, sind Überanpassung und Multikollinearität.

## Das Standardmodell der additiven Regression
Gegeben seien die Beobachtungen {\displaystyle (y_{i},x_{i1},x_{i2},\ldots ,x_{ik})\quad ,i=1,\ldots ,n} einer stetigen Antwortvariablen {\displaystyle y} und erklärenden Variablen {\displaystyle x_{1},x_{2},\ldots ,x_{k}}, deren Effekte auf die Antwortvariable durch einen linearen Prädiktor modelliert werden können. Zusätzlichen liegen die Beobachtungen {\displaystyle (z_{i1},z_{i2},\ldots ,z_{iq})\quad ,i=1,\ldots ,n} einer stetigen erklärenden Variablen vor, deren Effekte nichtparametrisch analysiert und modelliert werden. Das Standardmodell der additiven Regression ist – falls keine Interaktionseffekte zwischen den erklärenden Variablen enthalten sind – gegeben durch:
{\displaystyle y_{i}=f_{1}(z_{i1})+\ldots +f_{q}(z_{iq})+\beta _{0}+x_{i1}\beta _{1}+x_{i2}\beta _{2}+\dotsc +x_{ik}\beta _{k}+\varepsilon _{i}=f_{1}(z_{i1})+\ldots +f_{q}(z_{iq})+\eta _{i}^{lin.}+\varepsilon _{i}=\eta _{i}^{add.}+\varepsilon _{i}},
wobei für die linearen Prädiktoren {\displaystyle \eta _{i}^{lin.}=\beta _{0}+x_{i1}\beta _{1}+x_{i2}\beta _{2}+\dotsc +x_{ik}\beta _{k}} und {\displaystyle \eta _{i}^{add.}=f_{1}(z_{i1})+\ldots +f_{q}(z_{iq})+\eta _{i}^{lin.}} gilt.
Die Funktionen {\displaystyle f_{1}(z_{1}),\ldots ,f_{q}(z_{q})} stellen die nichtlinearen Glättungseffekte der erklärenden Variablen dar und werden mittels nichtparametrischer Verfahren modelliert und geschätzt. Die gleichen Annahmen bzgl. der Störgrößen wie beim klassischen linearen Modell werden getroffen (siehe Lineare Einfachregression#Annahmen über die Störgrößen). Bei additiven Modellen tritt das Identifikationsproblem auf.